# Jagst bei Kirchberg und Brettach
Das FFH-Gebiet Jagst bei Kirchberg und Brettach ist ein im Jahr 2004 durch das Regierungspräsidium Stuttgart nach der Richtlinie 92/43/EWG (Fauna-Flora-Habitat-Richtlinie) angemeldetes Schutzgebiet (Schutzgebietskennung DE-6825-341) im deutschen Bundesland Baden-Württemberg. Mit Verordnung des Regierungspräsidiums Stuttgart zur Festlegung der Gebiete von gemeinschaftlicher Bedeutung vom 30. Oktober 2018 (in Kraft getreten am 11. Januar 2019) wurde das Schutzgebiet festgelegt.

## Lage
Das rund 893 Hektar große FFH-Gebiet gehört zu den Naturräumen 126-Kocher-Jagst-Ebenen und 127-Hohenloher und Haller Ebene innerhalb der naturräumlichen Haupteinheit 12-Neckar- und Tauber-Gäuplatten. Es liegt zwischen Gerabronn und Crailsheim und erstreckt sich über die Markungen von sechs Städten und Gemeinden im Landkreis Schwäbisch Hall:
- Crailsheim: 107,1236 ha = 12 %
- Ilshofen: 26,7809 ha = 3 %
- Gerabronn: 160,6854 ha = 18 %
- Kirchberg an der Jagst: 330,2978 ha = 37 %
- Rot am See: 53,5618 ha = 6 %
- Satteldorf: 214,2472 ha = 24 %

## Beschreibung und Schutzzweck
Es handelt sich um große Teil des Flusstals der mäandrierenden Jagst unterhalb von Crailsheim, außerdem um einen unteren Talabschnitt der Brettach bei Gerabronn mit naturnahen Flussabschnitten aus Talauen und reich strukturierten Hängen.

### Lebensraumtypen
Gemäß Anlage 1 der Verordnung des Regierungspräsidiums Stuttgart zur Festlegung der Gebiete von gemeinschaftlicher Bedeutung (FFH-Verordnung) vom 30. Oktober 2018 kommen folgende Lebensraumtypen nach Anhang I der FFH-Richtlinie im Gebiet vor:
| EU Code | Lebensraumtyp (offizielle Bezeichnung)                                                                          | Kurzbezeichnung                              | Hektar |
| ------- | --- | -------------------------------------------- | ------ |
| 3150    | Natürliche, eutrophe Seen mit einer Vegetation des Magnopotamion oder Hydrocharition                            | Natürliche nährstoffreiche Seen              | 0,25   |
| 3260    | Flüsse der planaren bis montanen Stufe mit Vegetation des Ranunculion fluitantis und des Callitricho-Batrachion | Fließgewässer mit flutender Wasservegetation | 69,32  |
| 3270    | Flüsse mit Schlammbänken mit Vegetation des Chenopodion rubri p.p. und des Bidention p.p.                       | Schlammige Flussufer mit Pioniervegetation   | 0,12   |
| 6110    | Lückige, basophile oder Kalk-Pionierrasen (Alysso-Sedion albi)                                                  | Kalk-Pionierrasen                            | 0,01   |
| 6210    | Naturnahe Kalk-Trockenrasen und deren Verbuschungsstadien (Festuco-Brometalia)                                  | Kalk-Magerrasen                              | 10,82  |
| 6430    | Feuchte Hochstaudenfluren der planaren und montanen bis alpinen Stufe                                           | Feuchte Hochstaudenfluren                    | 6,07   |
| 6510    | Magere Flachland-Mähwiesen (Alopecurus pratensis, Sanguisorba officinalis)                                      | Magere Flachland-Mähwiesen                   | 28,78  |
| 7220    | Kalktuffquellen (Cratoneurion)                                                                                  | Kalktuffquellen                              | 0,11   |
| 8160    | Kalkhaltige Schutthalden der collinen bis montanen Stufe Mitteleuropas                                          | Kalkschutthalden                             | 0,15   |
| 8210    | Kalkfelsen mit Felsspaltenvegetation                                                                            | Kalkfelsen mit Felsspaltenvegetation         | 3,93   |
| 9130    | Waldmeister-Buchenwald (Asperulo-Fagetum)                                                                       | Waldmeister-Buchenwald                       | 105,20 |
| 9180    | Schlucht- und Hangmischwälder Tilio-Acerion                                                                     | Schlucht- und Hangmischwälder                | 25,20  |
| 91E0    | Auenwälder mit Alnus glutinosa und Fraxinus excelsior (Alno-Padion, Alnion incanae, Salicion albae)             | Auenwälder mit Erle, Esche, Weide            | 10,24  |

### Arteninventar
Folgende Arten von gemeinschaftlichem Interesse sind nach der Anlage 1 der Verordnung des Regierungspräsidiums Stuttgart vom 30. Oktober 2018 (FFH-Verordnung) für das Gebiet gemeldet:
| Bild                | EU Code | * | Art                 | wissenschaftlicher Name     | Artengruppe |
| ------------------- | ------- | - | ------------------- | --------------------------- | ----------- |
| Kleine Flussmuschel | 1032    |   | Kleine Flussmuschel | Unio crassus                | Muscheln    |
| Steinkrebs          | 1093    |   | Steinkrebs          | Austropotamobius torrentium | Krebse      |
| Groppe              | 1163    |   | Groppe              | Cottus gobio                | Fische      |
| Kammmolch           | 1166    |   | Kammmolch           | Triturus cristatus          | Amphibien   |
| Gelbbauchunke       | 1193    |   | Gelbbauchunke       | Bombina variegata           | Amphibien   |
| Mopsfledermaus      | 1308    |   | Mopsfledermaus      | Barbastella barbastellus    | Säugetiere  |
| Großes Mausohr      | 1324    |   | Großes Mausohr      | Myotis myotis               | Säugetiere  |
| Biber               | 1337    |   | Biber               | Castor fiber                | Säugetiere  |

### Zusammenhängende Schutzgebiete
Das FFH-Gebiet besteht aus mehreren Teilgebieten. Innerhalb des FFH-Gebiets liegt die Naturschutzgebiete
1026 – Ahorn-Lindenwald.
1256 – Jagsttal mit Seitentälern zwischen Crailsheim und Kirchberg
Der direkte Flusslauf der Jagst ist außerdem Teil des sich über fünf Landkreise erstreckende Europäischen Vogelschutzgebiets Jagst mit Seitentälern.